# Полтавська глиняста
Полта́вська глиня́ста ку́рка — порода курей яєчно-м'ясного напрямку, що виведена в Україні у місті Полтава.

## Історія
Порода була отримана в процесі схрещування місцевих курей з представниками породи орпінгтон, нью-гемпшир, віандот і деякими іншими десь у середині XIX століття. Вперше кури цієї породи були представлені громадськості у 1895 році на виставці сільського господарства в Полтаві. Порода офіційно зареєстрована у 1920 році. У 1949 році полтавські глинясті кури були завезені в Українську дослідну станцію по птахівництву (нині Інститут птахівництва УААН), де з 1951 року з цією птицею проводиться поглиблена селекційна робота в напрямі підвищення продуктивних і відтворювальних якостей, стійкості до хвороби Марека, типізації птиці за забарвленням пір'я. У 1985 році в СРСР, за офіційними даними, розводилось понад 700 тис. курей полтавської породи.

## Опис

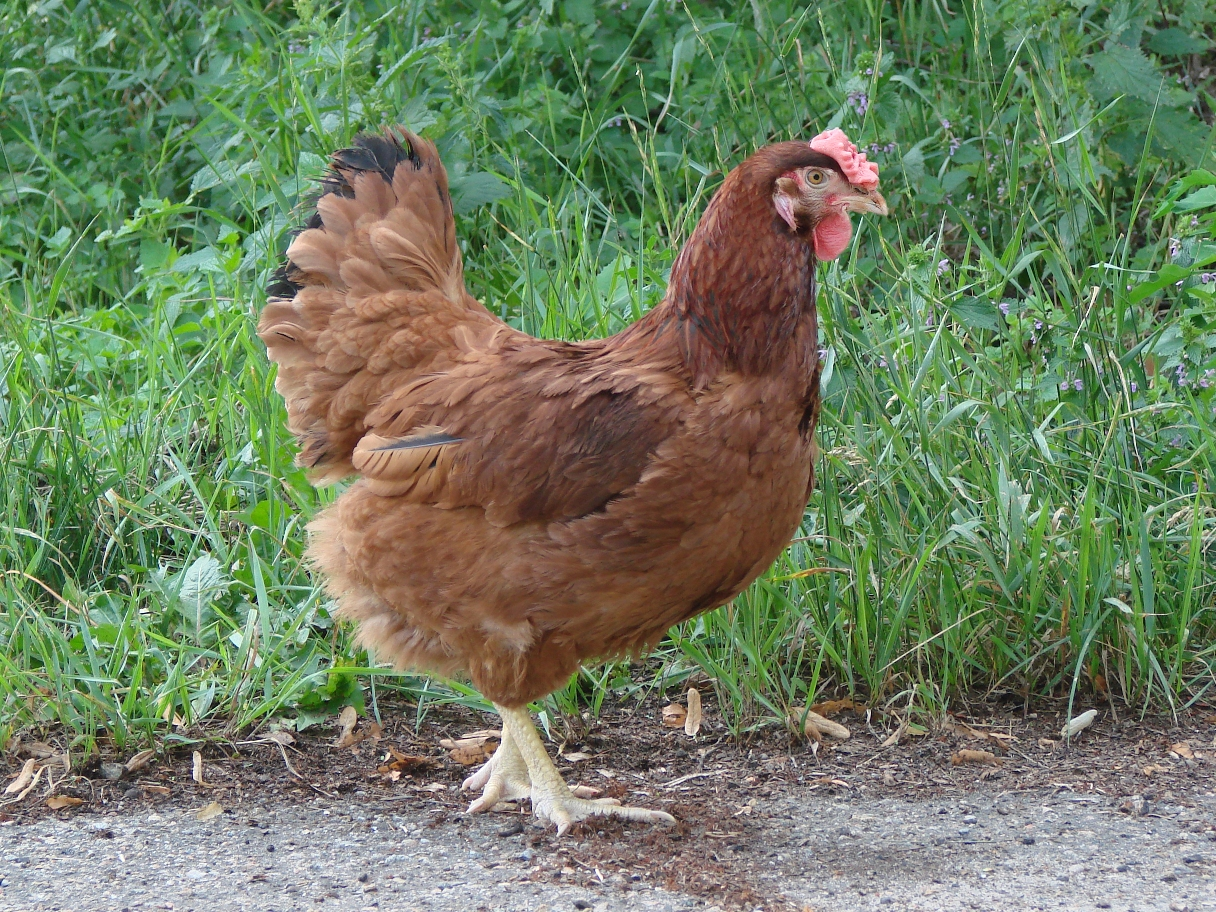
Курка полтавської породи

Голова у курочок має середні розміри. Вона вінчається гребенем, що нагадує троянду, однак, іноді зустрічаються екземпляри з листоподібними гребенем. Колір вушних мочок і сережок червоний в білу цятку, а очі — жовто-червоні. Розмір дзьоба, що має також жовтий колір, невеликий. Вінчає голова коротку міцну шию. Груди у представників полтавської глинястої породи округлі і міцні, а спина довга і широка. Прилягання крил до тіла дуже щільне. Між розвиненим хвостом і тулубом утворюється тупий кут.
Ноги зі злегка випираючими гомілками, середньої довжини і забарвлені в жовтий колір, розставлені вони досить широко. Пір'я у курей і півнів забарвлене у світло- або темно-коричневий колір. На кінчиках всіх махових пір'їн, як і на рульових, присутній чорний колір. Іноді трапляються кури, що мають чорне забарвлення.

## Характеристика
Виводимість курчат становить 80-83 %. Через добре розвинений інстинкт насиджування, вік знесення першого яйця становить 140—150 днів. Маса півнів близько 3,2 кг, курей — 2,1 кг, Несучість досягає 160—217 яєць в рік, а зараз окремі рекордсмени показують несучість 290 яєць в рік.
Маса одного яйця коливається в межах від 55 до 58 г. Шкаралупа коричневого кольору, оскільки птахи цієї породи є носіями гена золотавості, що визначає і забарвлення пера. Дослідження яєць даної породи курей, що проводяться в 1982 році, показали чудову якість білка і значну товщину шкаралупи.
Вихід м'яса сягає 52 %, кісток — 10,7 %; м'ясо відрізняється приємним смаком і соковитістю за рахунок тонких жирових прошарків між м'язовими веретенами.
Птахи невибагливі, легко пристосовуються до умов розведення, володіють спокійним характером, однак курчата бояться холоду. Вживають в їжу як фураж, так і комбінований корм. Пристосовані і до статевого розведення і вирощування в оснащених клітинах різного типу, в тому числі до інкубаторів для штучного запліднення.